# Geitøya (Bjørnafjorden)
Ne doit pas être confondu avec Geitøya.
Geitøya est une île norvégienne dans le comté de Hordaland. Elle fait partie du territoire de l'ancienne commune de Øs, aujourd'hui rattachée à Bjørnafjorden.

## Géographie
Rocheuse et couverte d'arbres, elle s'étend sur environ 455 m de longueur pour une largeur approximative de 397 m. Elle compte une dizaine d'habitations. 